# Acentuación de las mayúsculas

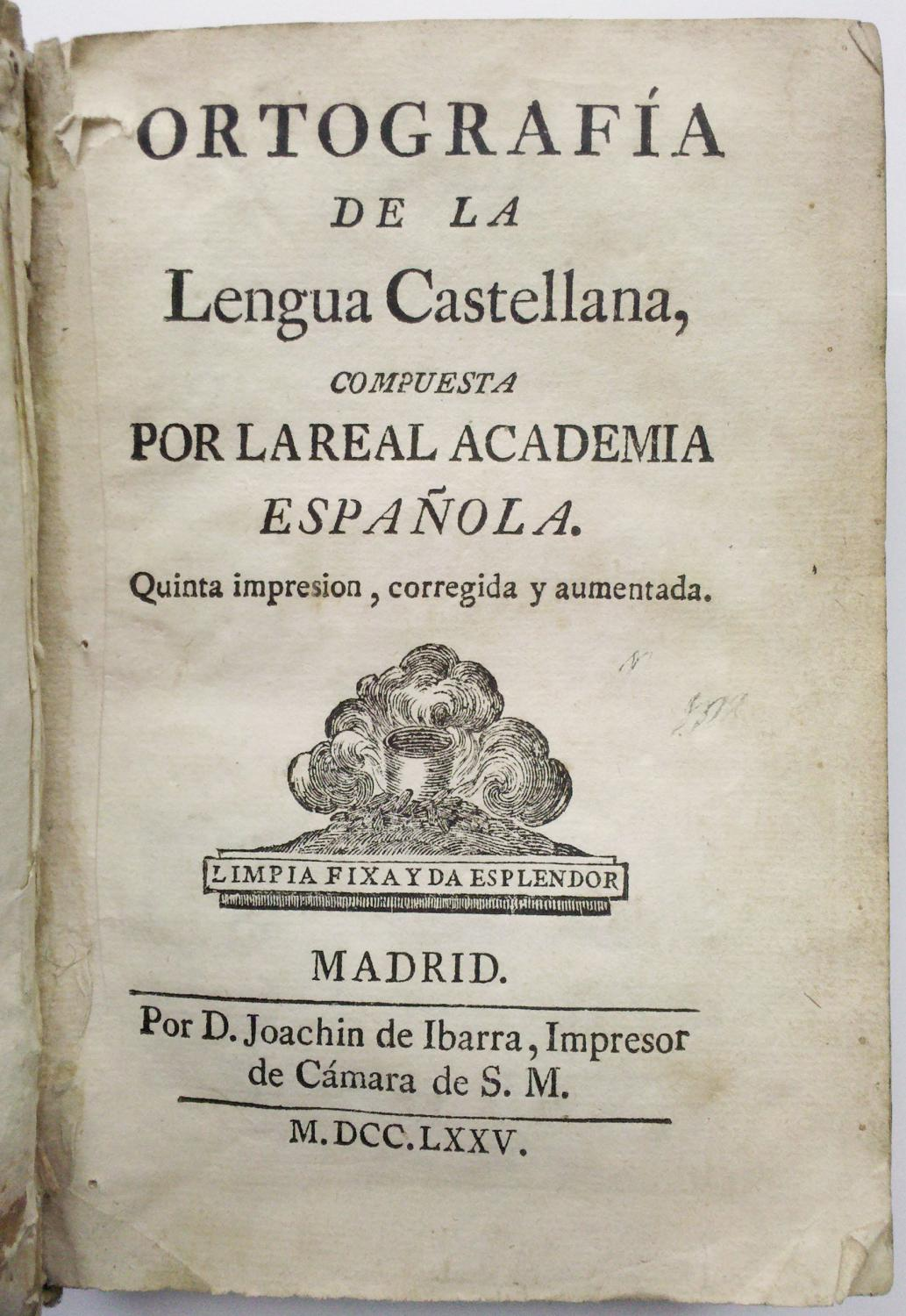
Portada de la Ortografía de la lengua castellana, publicada en 1775. Se observa el acento gráfico en el título de esa obra.

Las normas de acentuación del idioma español indican cuándo debe utilizarse el acento gráfico (o tilde) sobre una vocal en determinadas palabras.
Tanto las letras mayúsculas como las minúsculas están sujetas a las normas y deben tildarse según corresponda, tal como lo establece la Real Academia Española:

3.1. Consideraciones generales

Siempre que se escriba con mayúscula, habrá de tener en cuenta las consideraciones siguientes:

3.1.1. El empleo de la mayúscula no exime de poner tilde cuando así lo exijan las reglas de acentuación (véase cap. IV). Ejemplos: Álvaro, SÁNCHEZ.
Real Academia Española

Las letras mayúsculas deben escribirse con tilde si les corresponde llevar tilde según las reglas de acentuación gráfica del español, tanto si se trata de palabras escritas en su totalidad con mayúsculas como si se trata únicamente de la mayúscula inicial.
La Real Academia Española nunca ha establecido una norma en sentido contrario.
La acentuación gráfica de las letras mayúsculas no es opcional, sino obligatoria, y afecta a cualquier tipo de texto. Las únicas mayúsculas que no se acentúan son las que forman parte de las siglas; así, CIA (sigla del inglés Central Intelligence Agency) no lleva tilde, aunque el hiato entre la vocal cerrada tónica y la vocal abierta átona exigiría, según las reglas de acentuación, tildar la i.
Incluso indica que nunca se estableció una norma en sentido contrario:

4.10. Acentuación de letras mayúsculas

Las mayúsculas llevan tilde si les corresponde según las reglas dadas. Ejemplos: África, PERÚ, Órgiva, BOGOTÁ. La Academia nunca ha establecido una norma en sentido contrario.
Real Academia Española

El Diccionario panhispánico de dudas (Real Academia Española y Asociación de Academias de la Lengua Española) define claramente que las mayúsculas deben llevar tilde siempre que las reglas de acentuación lo indiquen, siendo la única excepción las mayúsculas que forman parte de siglas.
En los extranjerismos también se deben acentuar las mayúsculas.

## Falsa creencia
Existe la falsa creencia de que la Real Academia Española permite no incluir tilde en las mayúsculas. La institución nunca estableció una norma en este sentido.
La razón de la ausencia de tildes en las mayúsculas de muchas publicaciones estriba en que, antes de la aparición de los sistemas de impresión actuales, era frecuente que se rompieran los acentos de los tipos de imprenta en relieve, especialmente en los situados en las primeras líneas de las páginas, por lo que los impresores tuvieron que renunciar a acentuar las mayúsculas. Sin embargo, a partir de la composición e impresión mediante planchas (donde no se compone mediante tipos móviles) los editores dejaron de verse obligados a prescindir de los acentos en las letras mayúsculas o versales.

### Otra hipótesis

Efecto al intentar acentuar las mayúsculas en las máquinas de escribir, la última columna son mayúsculas acentuadas.

Los tipos de las máquinas de escribir no contemplan el espacio para acentuar las letras mayúsculas (ver gráfico), lo que fortaleció el mito de que no debían acentuarse dichas letras. Al intentarlo no se percibía o se deformaba la letra.
Dado que los acentos y demás signos diacríticos se solapaban con las letras de mayúsculas, la RAE permitió la omisión de la acentuación en dichos caracteres hasta 1990, cuando el uso de la computadora personal y su mejor capacidad tipográfica ya estaban lo suficientemente extendidos para volver a la práctica tradicional de acentuar las mayúsculas, pues ya no había restricción técnica que lo impidiera.